# Ліофіл
Ліофіл (Lyophyllum) — рід грибів родини Lyophyllaceae. Назва вперше опублікована 1881 року.

## Опис
Гриби роду ліофіл (Lyophyllum) мають плодові тіла м'ясисті, білі, сірі, блакитні, коричневі. Шапинка неправильна, лійчастого, плоскопритупленна або горбоподібна, з лопатевим краєм. Пластинки приросли, від натиску синіють, червоніють, пізніше чорніють. Ніжка рівна або до основи товщає, іноді ексцентрична, хрящувата, гладка. Спори ромбоподібні, майже кулясті, широкоелліпсоїдні, безбарвні.
Найпоширеніший вид цього роду - ліофіл скупчений (Lyophyllum decastes) - їстівний гриб. Зростає в різноманітних лісонасадженнях групами, іноді зростаючись основами ніжок. Плодове тіло велике. Шапинка діаметром 10-20 см, плоскопритупленна або горбоподібна, гладка, з волокнисто-лопатевим краєм, ламка, брудно-біла чи сіра. Пластинки широкі, білі. Ніжка рівна, іноді в основі потовщена, волокниста, біла.
Ліофіл ільмовий (Lyophyllum ulmarium), зростає на гнилій деревині і живих деревах. Гриб їстівний. Шапинка діаметром 10-20 см, неправильно округла, розтріскується, охряна чи бура, з водяними плямами. Пластинки приросли, часті, білі.

## Поширення та середовище існування
В Україні зростають:
- Lyophyllum decastes
- Lyophyllum favrei
- Lyophyllum fumosum
- Lyophyllum infumatum
- Lyophyllum loricatum
- Lyophyllum onychinum
- Lyophyllum paelochroum
- Lyophyllum semitale
- Lyophyllum transforme

## Гелерея

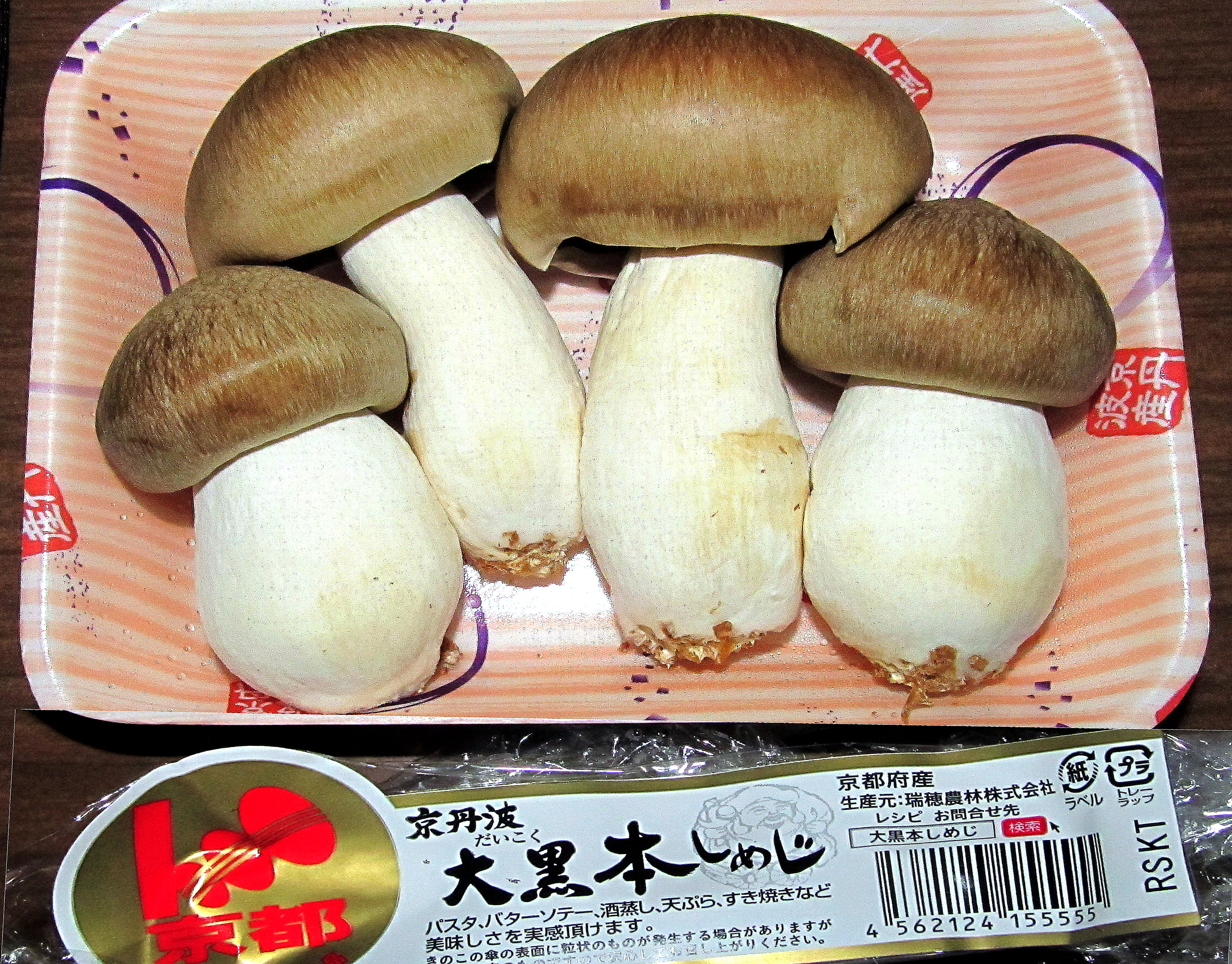
Lyophyllum shimeji
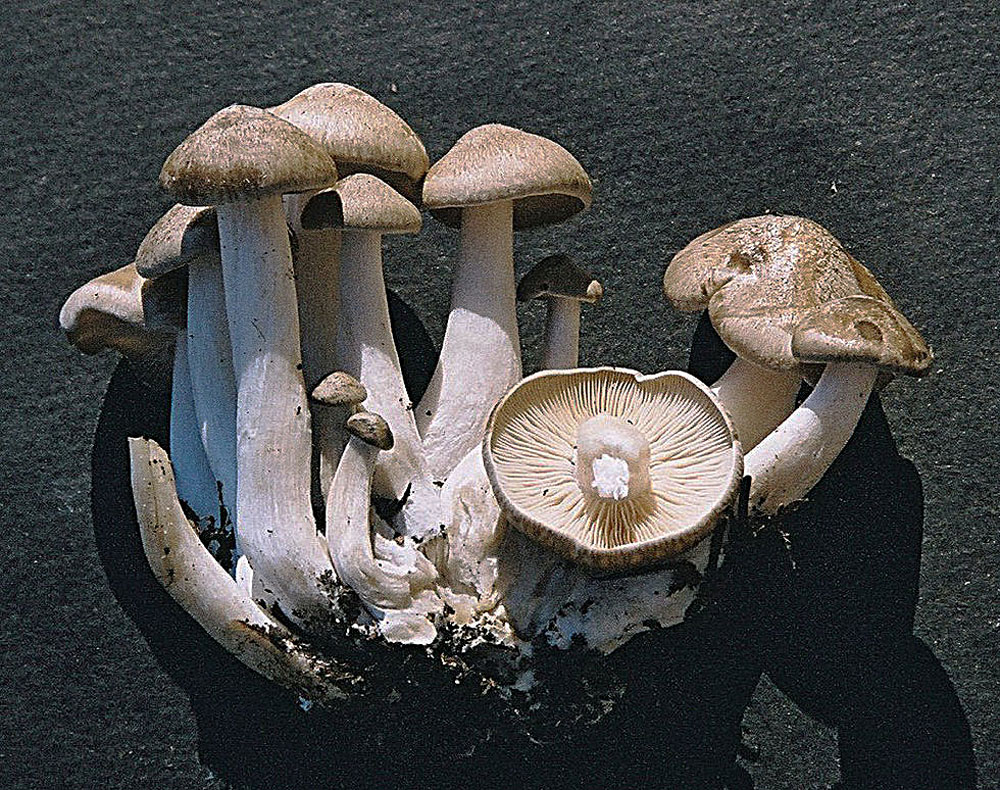
Lyophyllum decastes
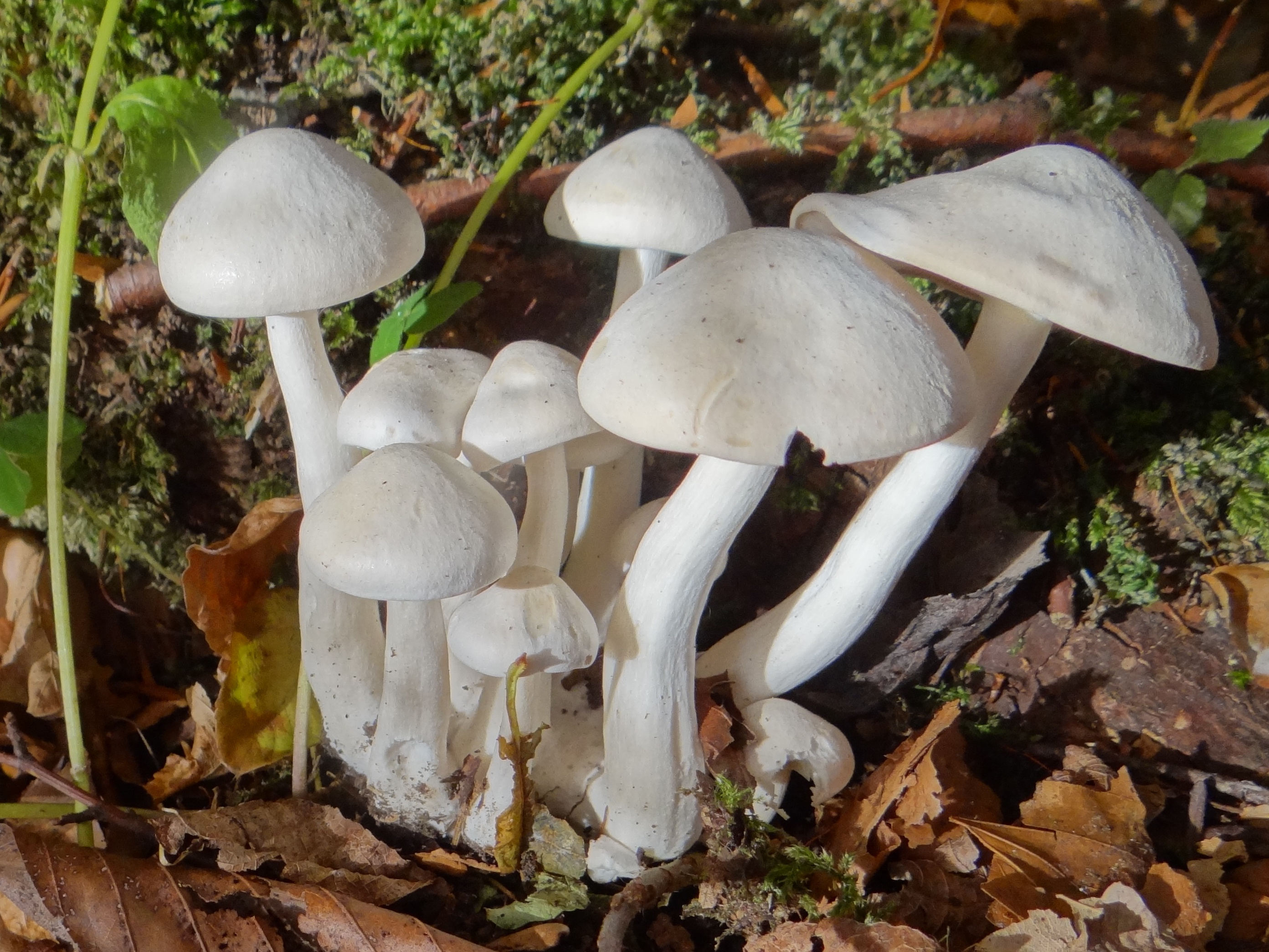
Lyophyllum connatum